# مايك أندرسون (لاعب كرلنغ)
مايك أندرسون هو لاعب كرلنغ كندي، ولد في 4 فبراير 1985 في ماركام في كندا.

## وصلات خارجية
- مايك أندرسون على موقع الاتحاد الدولي للكرلنغ (الإنجليزية)